# Karl Fleschen
Karl Fleschen (* 28. Juni 1955 in Daun, Eifel) ist ein ehemaliger deutscher Leichtathlet und Olympiateilnehmer, der in den 1970er Jahren im 1500-Meter-Lauf sowie im Langstreckenlauf erfolgreich war.
Am 17. August 1977 war er in Köln an einem Weltrekord im 4-mal-1500-Meter-Staffellauf beteiligt (14:38,8 min: Thomas Wessinghage, Harald Hudak, Michael Lederer, Karl Fleschen). Der Lauf wurde in der Halbzeitpause eines Fußball-Bundesligaspiels im Müngersdorfer Stadion veranstaltet. Diese Marke hatte als ältester Leichtathletik-Weltrekord bis zum 4. September 2009 Bestand, an dem in Brüssel ein kenianisches Quartett (William Biwott Tanui, Gideon Gathimba, Geoffrey Kipkoech Rono, Augustine Kiprono Choge) ihn um gut zweieinhalb Sekunden unterbot (14:36,23 min).
Im 25-km-Straßenlauf stellte Fleschen am 16. April 1978 mit 1:13:58 h einen Rekord des DLV auf. International wurde der Rekord nicht anerkannt, da die Strecke vermutlich zu kurz war. Auf Langstrecken wurde er neunmal Deutscher Meister der Bundesrepublik.
Er gehörte zunächst dem Sportverein LG Vulkaneifel an, 1977 wechselte er zu Bayer 04 Leverkusen. In seiner Wettkampfzeit war er 1,77 m groß und 63 kg schwer.

## Erfolge im Einzelnen
1976
- Olympische Spiele: 1500-Meter-Vorlauf ausgeschieden

1977
- Halleneuropameisterschaften: Platz 1 im 3000-Meter-Lauf (7:57,7 min)
- Europacup-Finale: Platz 3 im 5000-Meter-Lauf (13:29,44 min)
- Deutscher Meister im 5000-Meter-Lauf (13:23,4 min) und mit der 4-mal-1500-Meter-Staffel, Vizemeister im 1500-Meter-Lauf und im 10.000-Meter-Lauf
- Deutscher Meister im 3000-Meter-Lauf in der Halle

1978
- Europameisterschaften: im 1500-Meter-Vorlauf aufgegeben; 5000-Meter-Lauf: Platz 13 (13:50,3 min)
- Deutscher Meister im 10.000-Meter-Lauf (28:39,4 min) und im 25-km-Straßenlauf (1:13:58 h)

1979
- Deutscher Meister im 10.000-Meter-Lauf (28:40,1 min) und mit der 4-mal-1500-Meter-Staffel

1980
- Halleneuropameisterschaften: Platz 1 im 3000-Meter-Lauf (7:57,5 min)
- Deutscher Meister im 5000-Meter-Lauf (13:45,20 min), im 10.000-Meter-Lauf (28:19,9 in) und mit der 4-mal-1500-Meter-Staffel
- Deutscher Meister im 3000-Meter-Lauf in der Halle

1981
- Europacup-Finale: Platz 3 im 10.000-Meter-Lauf (28:57,74 min)
- Deutscher Meister im 5000-Meter-Lauf (13:40,65 min), im 10.000-Meter-Lauf (28:25,72 min) und mit der 4-mal-1500-Meter-Staffel

1982
- Deutscher Meister mit der 4-mal-1500-Meter-Staffel (Freiluft) und über 1500 Meter in der Halle

1984
- Halleneuropameisterschaften: Platz 3 (7:54,45 min)

## Bestleistungen
- 1500-Meter-Lauf: 3:36,2 min, 1. Juli 1977 in Düsseldorf
- 3000-Meter-Lauf: 7:41,2 min, 22. Juni 1977 in Köln
- 5000-Meter-Lauf: 13:13,88 min, 5. Juli 1977 in Stockholm
- 10.000-Meter-Lauf: 27:36,8 min, 28. April 1979 in Troisdorf
- 25-km-Straßenlauf: 1:13:58 h, 16. April 1978, Frankenberg